# گوگد
گوگَد شهری در بخش مرکزی شهرستان گلپایگان استان اصفهان ایران است. ارگ گوگد از بناهای قدیمی و تاریخی این شهر است. . مسجد جامع و امامزاده عمران بن علی از بناهای معروف این شهر است. از افراد سرشناس گوگد میتوان به حاج علیرضا فتاحی و سید احمد میرمهدی اشاره کرد.

## وجه تسمیه
نام شهر گوگد در قدیم یا در ابتدا (قوقه) بوده و عده‌ای این کلمه را به معنای محل پهلوانان و جوانمردان معنا نموده‌اند، کلمه قوقه به مرور زمان تغیر شکل پیدا کرده و در حال حاضر آنرا گوگد تلفظ می‌کنند
| یکی دژ برآمد به راه نخست     |  | ز رزم‌آوران نام آن را بجست     |
| شنید این سخن نام دژ گوگد است |  | درو ایمن از هرچه دیو و دد است |

## جغرافیا
گوگد در فاصله ۱۸۵ کیلومتری مرکز استان اصفهان و غرب استان و ۳۶۰ کیلومتری تهران قرار دارد (در ۲۱ دقیقه و ۵۰ درجه طول جغرافیای و ۲۸ دقیقه و ۳۳ درجه عرض جغرافیای قرار گرفته) که ارتفاع آن از سطح دریا ۱۸۱۳ متر می‌باشد. این شهر در پنج کیلومتری شرق گلپایگان و در مسیر راه اصلی اراک - اصفهان و گلپایگان - تهران قرار دارد.

## تاریخچه
این منطقه در زمان اشکانیان جزء نواحی (ماد) بوده‌است که بعد از حمله اسکندر مقدونی یونانیان این ناحیه را ميريا می‌خوانده‌اند. وجود قلعه تاریخی گوگد که دومین بنای خشتی و گلی ایران با قدمت ۴۰۰ ساله می‌باشد موجب جذب گردشگران شده است.

## آب و هوا و اقلیم
شهر گوگد در دشتی معتدل و خشک در شش کیلومتری شرق گلپایگان واقع شده و دارای آب و هوایی معتدل و خشک است.

## اقتصاد
مردم گوگد عموماً به کشاورزی و دامداری و باغداری مشغول هستند.

## جمعیت
این شهر بر اساس سرشماری سال ۱۳۸۵ جمعیتی برابر با ۶۶۸۶ نفر داشته‌است و جمعیت آن بالغ بر ۷۰۰۰ نفر که کلیه ساکنین شهر به زبان فارسی صحبت می‌کنند